# Deukhana
Deukhana (nep. देउरवाना) – gaun wikas samiti w środkowej części Nepalu w strefie Narajani w dystrykcie Parsa. Według nepalskiego spisu powszechnego z 2001 roku liczył on 633 gospodarstw domowych i 4041 mieszkańców (1944 kobiet i 2097 mężczyzn).